# Place Islas Malvinas (Ushuaïa)
La place Islas Malvinas (en espagnol : plaza Islas Malvinas) est une place située sur le front de mer d'Ushuaïa, la capitale de la province de Terre de Feu, Antarctique et Îles de l’Atlantique Sud, au sud de l'Argentine. Sur la place se trouve la Sculpture murale « Héros des Malouines » (Mural escultórico Héroes de Malvinas, classé Monument historique national par la loi 25.384 votée le 30 novembre 2000 et promulguée le 3 janvier 2001. La place et la sculpture murale rendent hommage aux soldats tombés pendant la guerre des Malouines de 1982,,.

## Histoire et caractéristiques

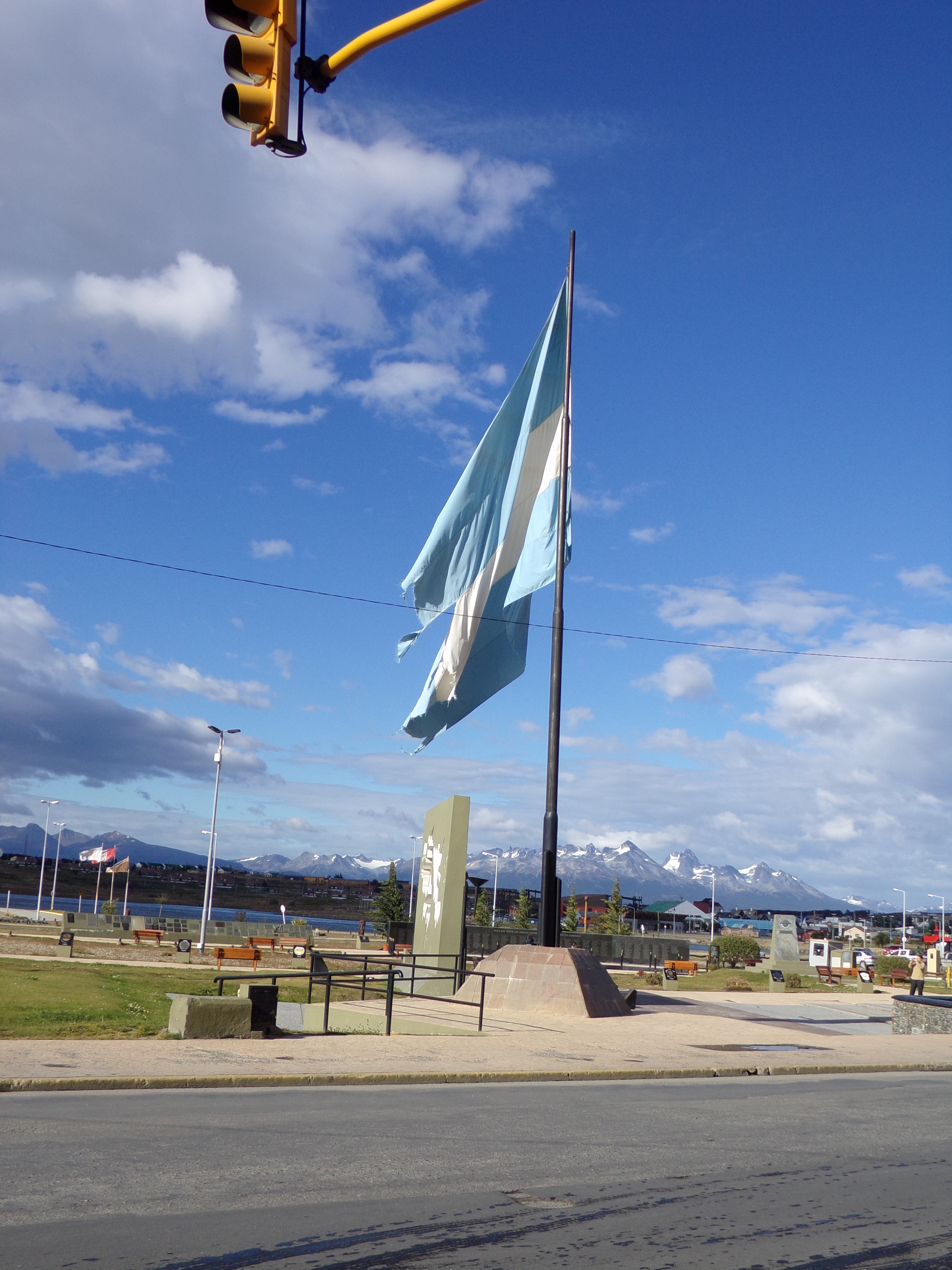
Mât avec le drapeau argentin.

La place et le monument sont inaugurés le 2 avril 1994. La construction du monument débute en 1988 par un groupe de jeunes encadrés par l'artiste Vilma Natero. Sur une initiative parlementaire, il est déclaré Monument historique national en 2001.
En 2011, un projet d'agrandissement de la place est présenté, les travaux débutent en février 2012. Un monument est placé au centre de la place, ce dernier comprend un cénotaphe avec une flamme éternelle, un parc en pelouse synthétique et un mur de 20 mètres de large et 1,80 m de haut qui comporte les noms des 649 Argentins tombés pendant la guerre des Malouines de 1982. Ce monument est imaginé par Micaela Barroca et Alberto Santos,.
La place possède un mât surnommé Puerto Argentino dont le drapeau est changé tous les ans, à la veille de l'anniversaire du début de la guerre de 1982. Une veillée a lieu pendant la nuit du 1er avril chaque année sur la place, y prennent part des anciens combattants et des habitants de la ville.
La place a été le théâtre où a été réalisé l'acte officiel pour le 30e anniversaire de la guerre, le 2 avril 2012. L'acte est supervisé par la présidente de la nation argentine Cristina Fernández de Kirchner.
En 2015, une chapelle a été construite sur la place où, le 1er avril de la même année, une image de la Vierge Marie bénie par le pape François — qui avait parcouru toute l'Argentine continental, le cimetière militaire argentin de Darwin et l'Antarctique argentin — est installée. Il s'agit d'une réplique de la Vierge de Notre-Dame de Luján (es), sous le patronage de Notre-Dame des Malouines,.

## Galerie

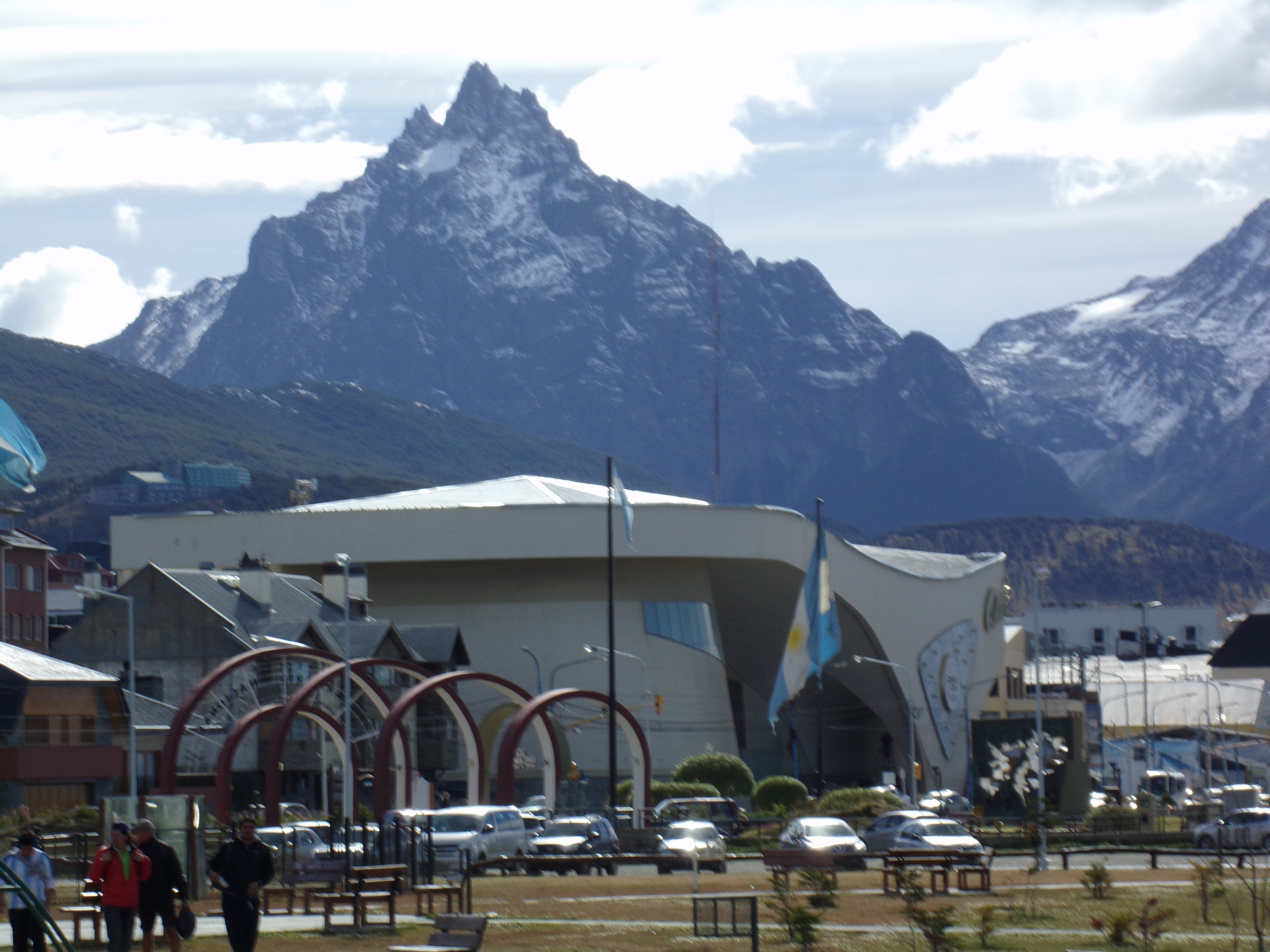
La place avec le mont Olivia à l'arrière-plan.
- Acte du 2 avril 2010 sur la place.
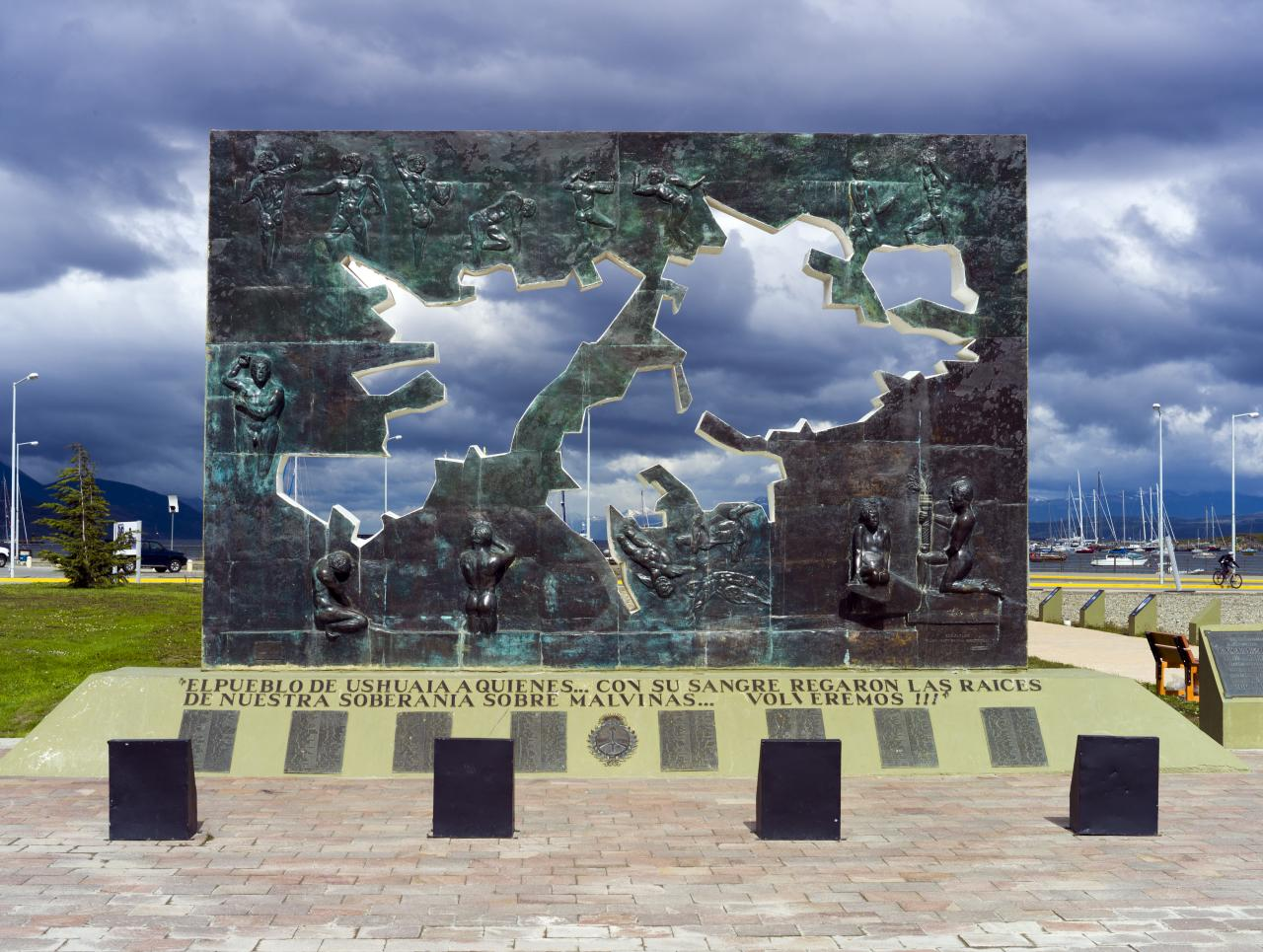
Détail del mural.
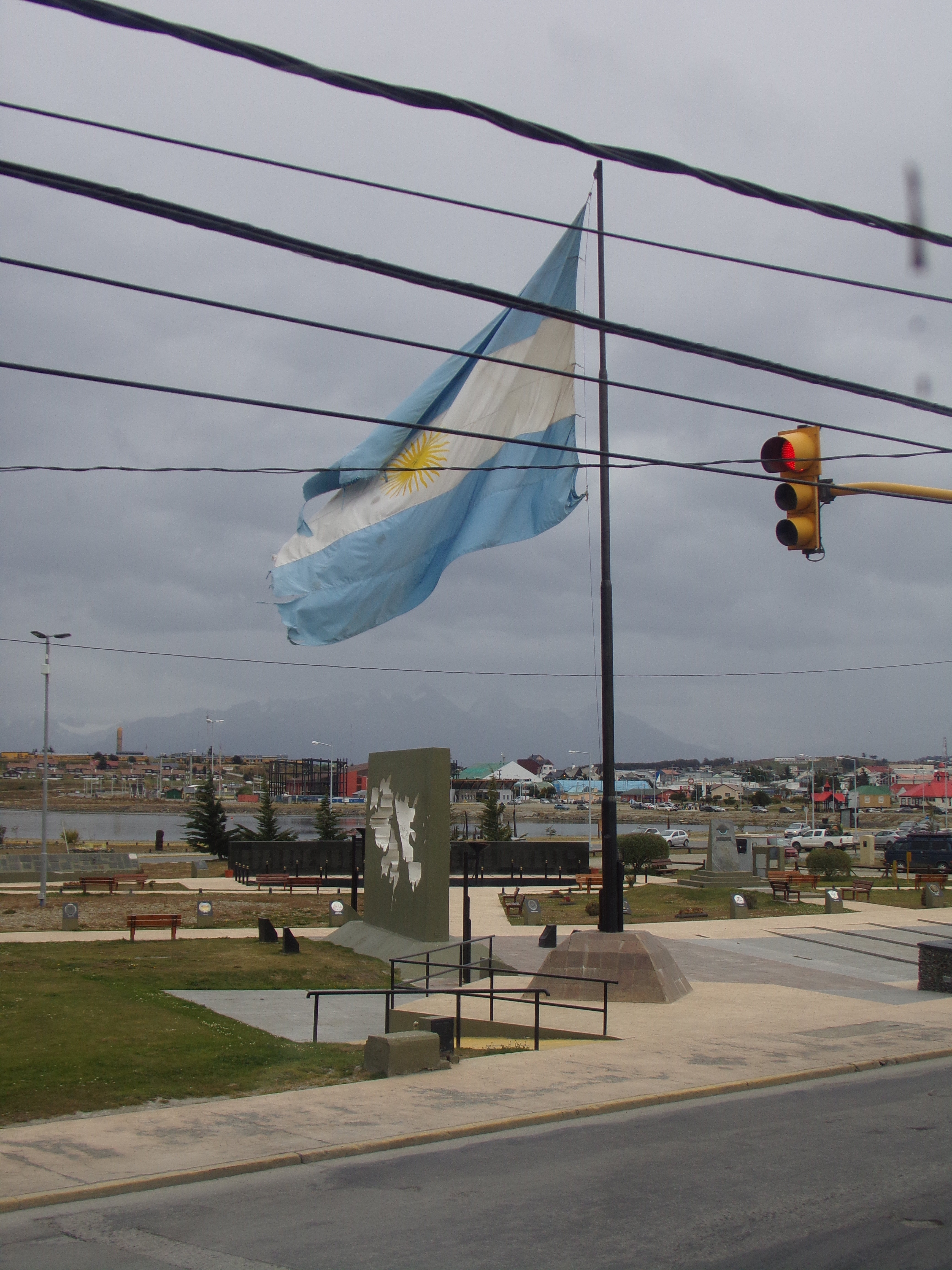
Drapeau argentin
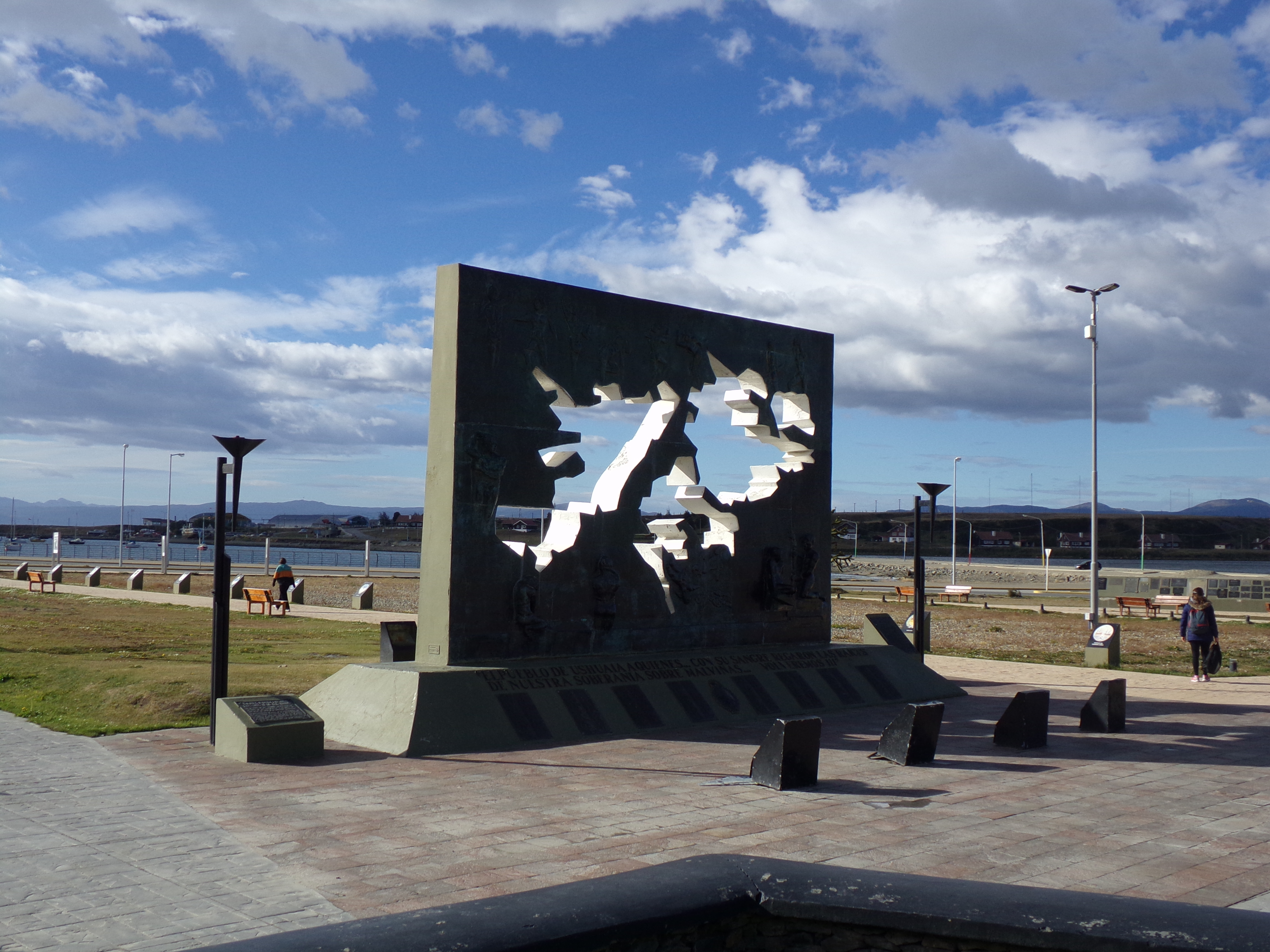
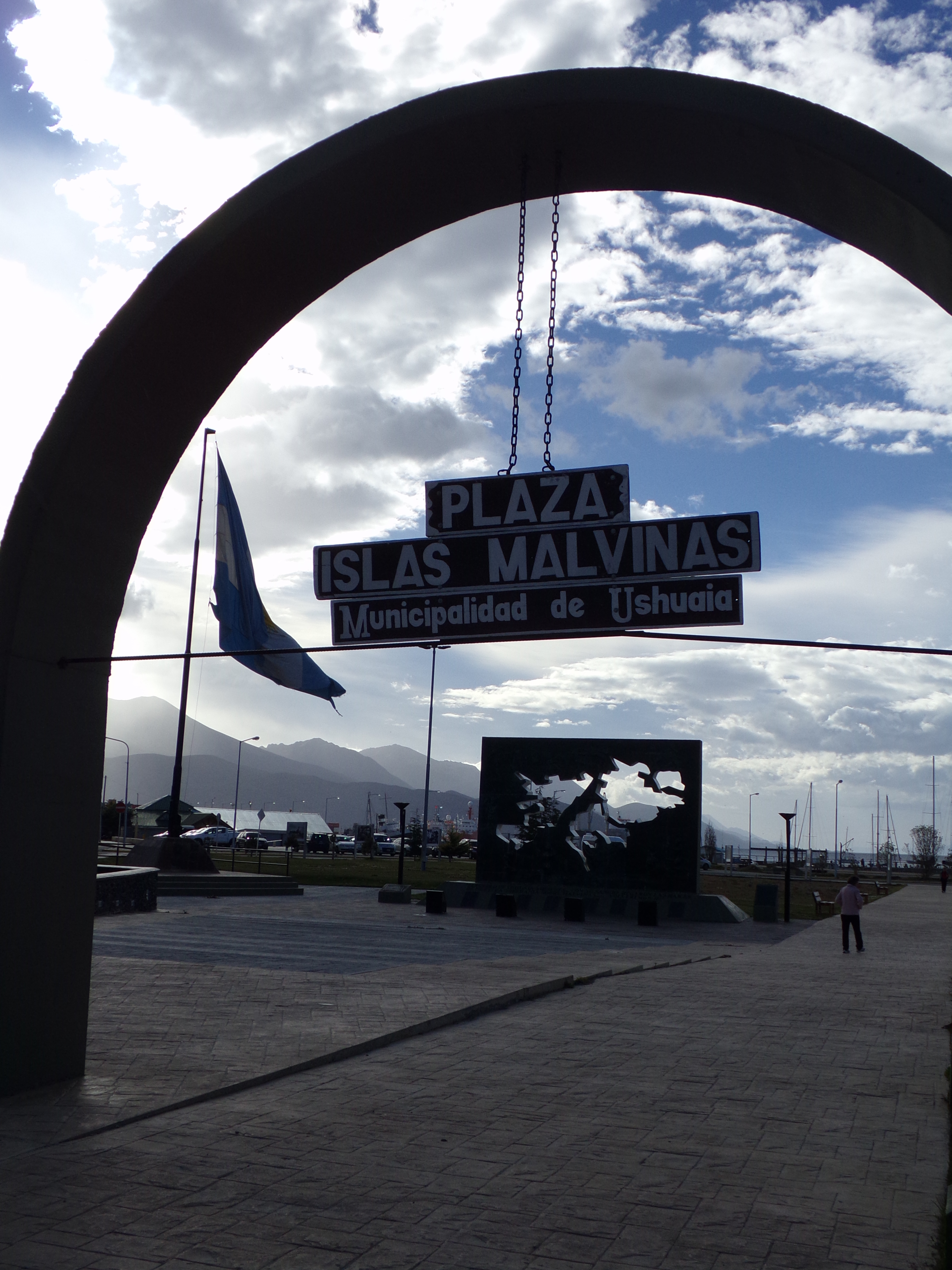
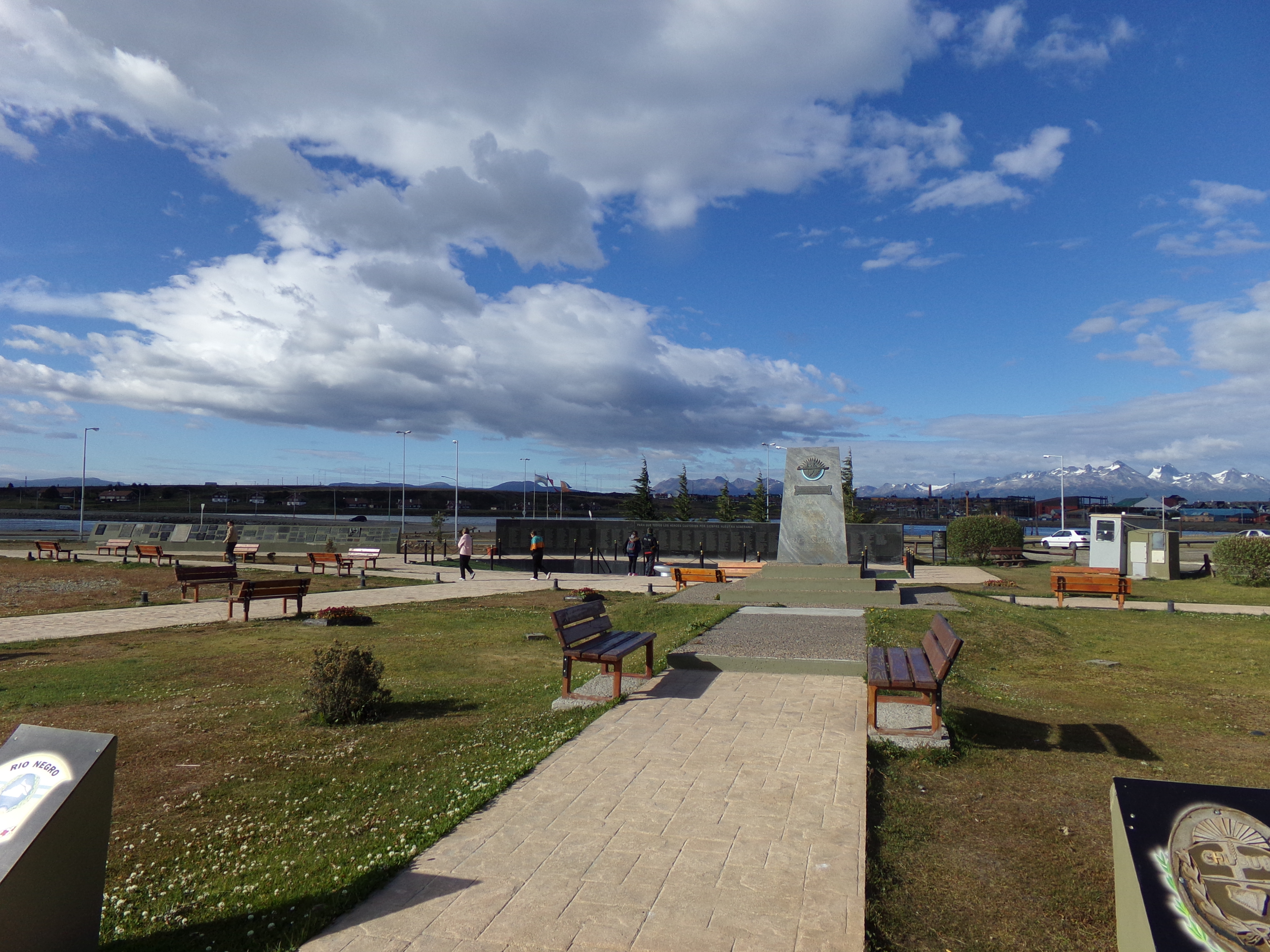
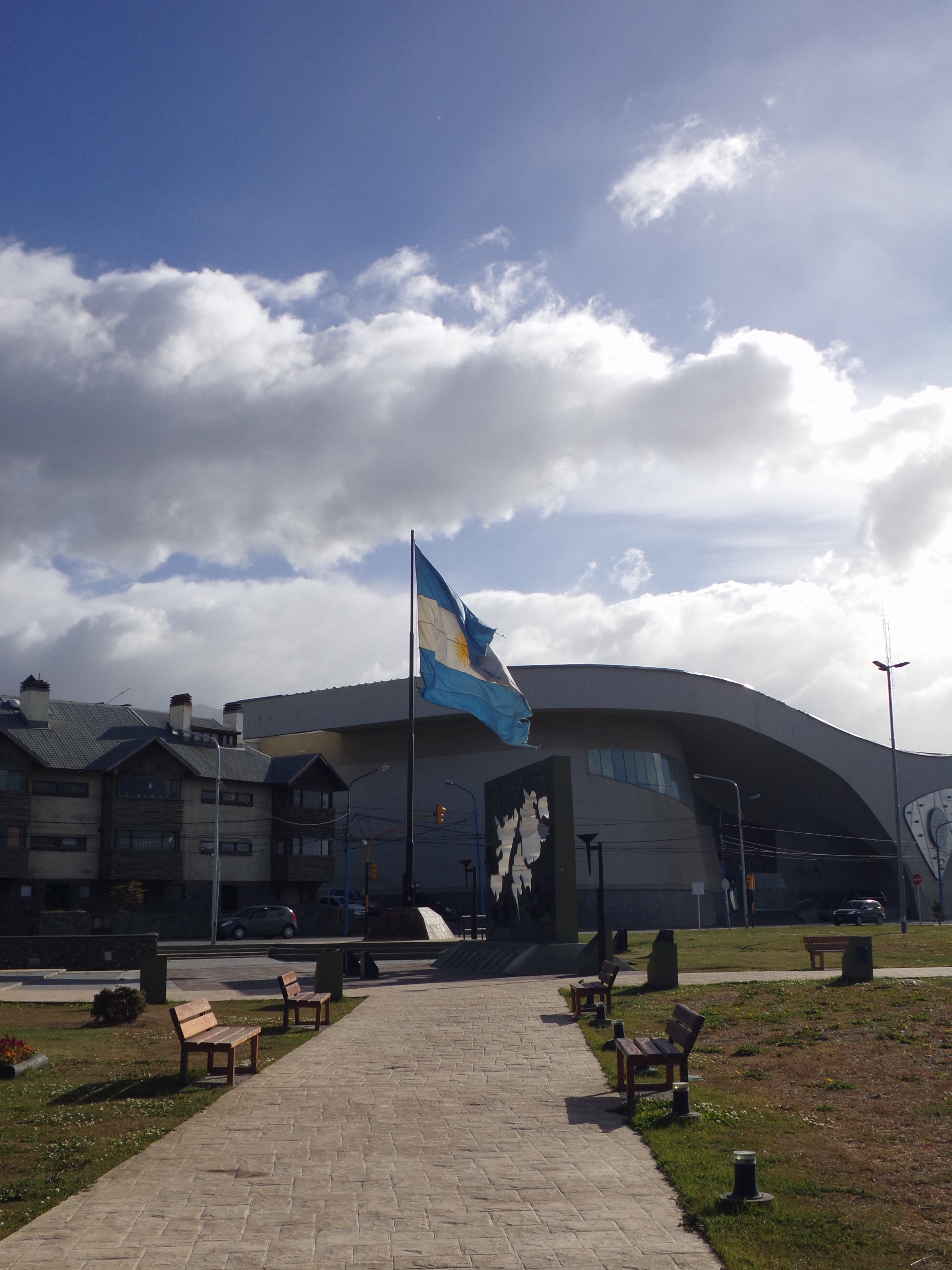
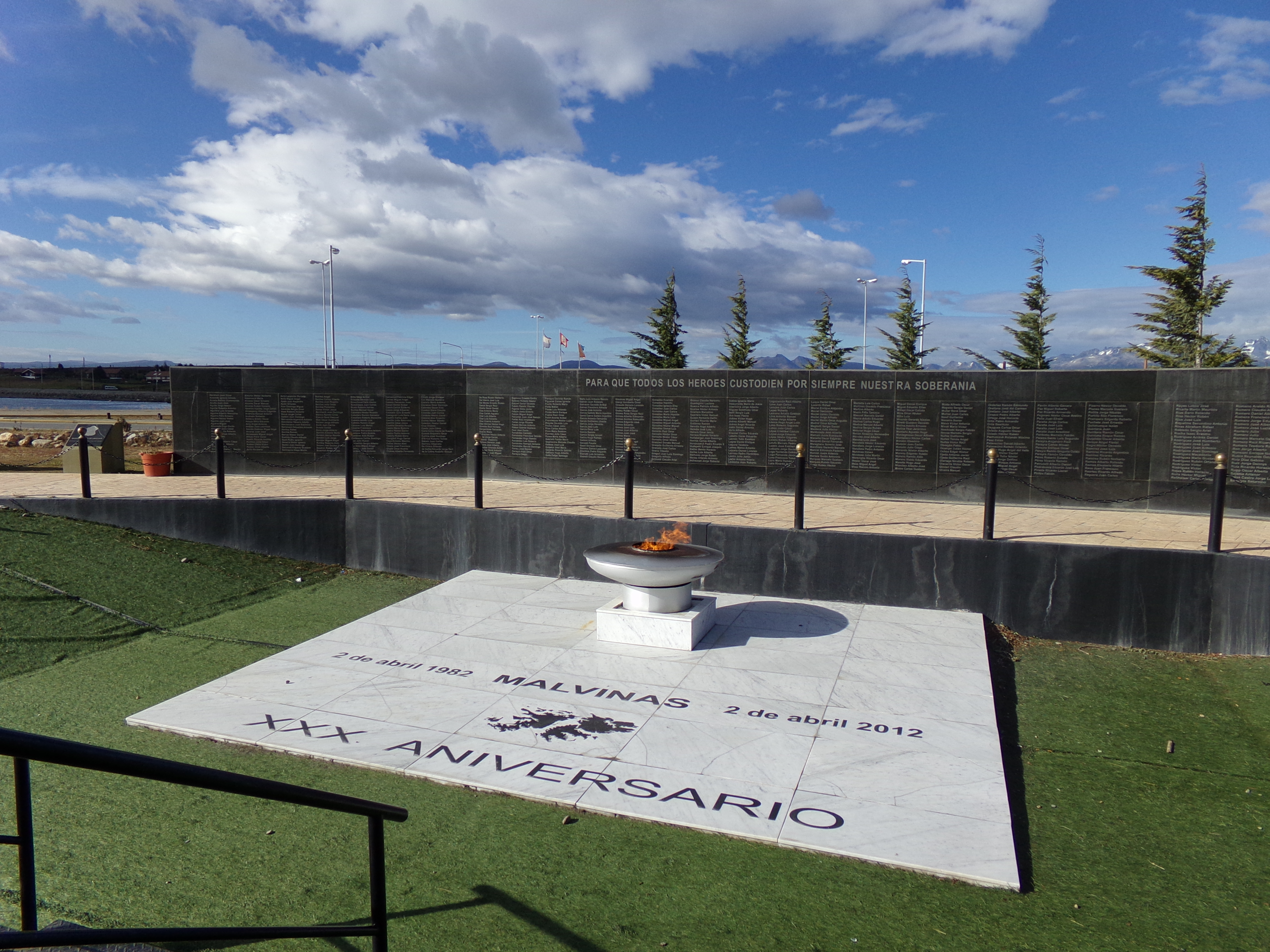
Cénotaphe.
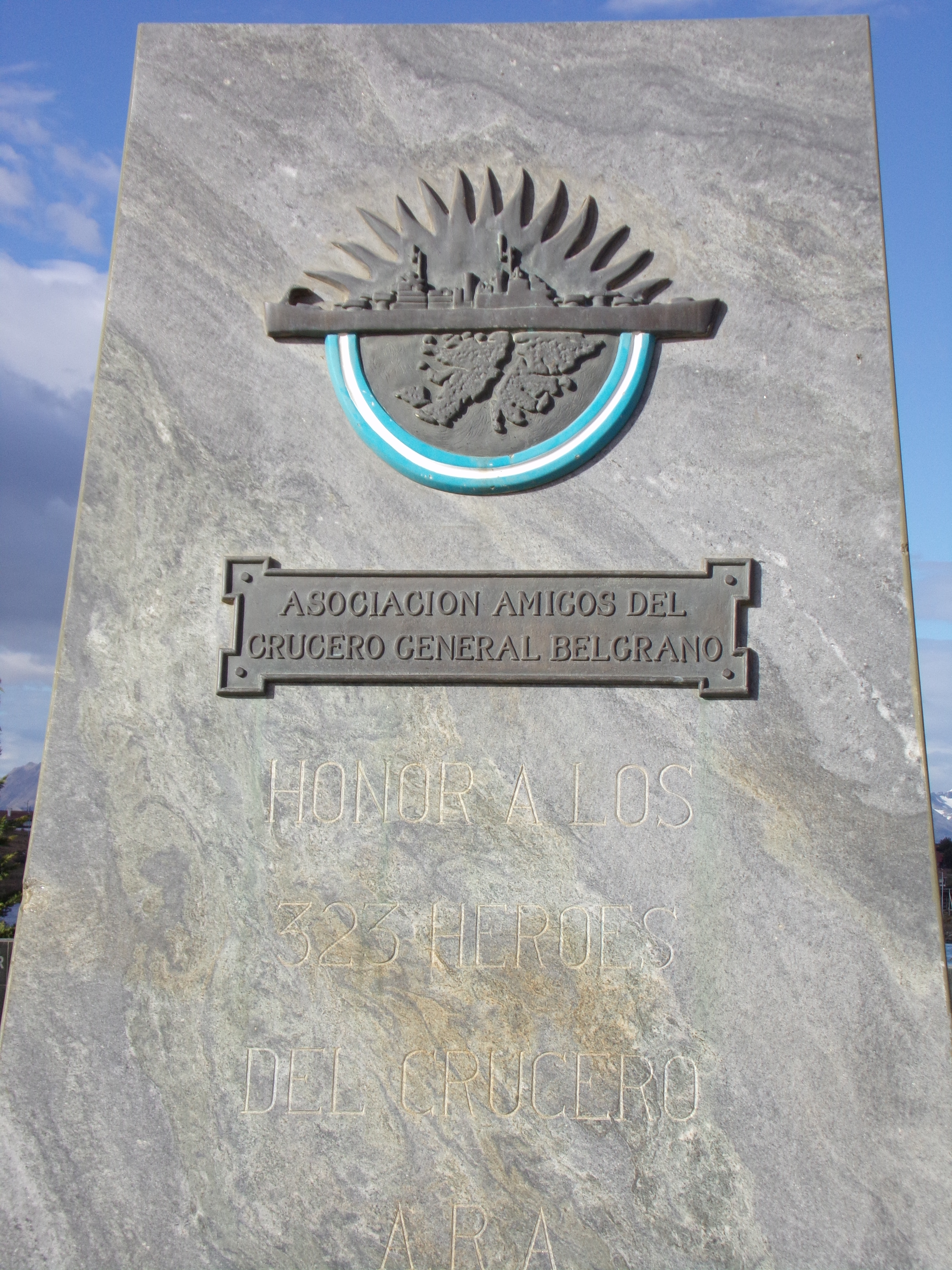
Monument en mémoire du Torpillage du ARA General Belgrano (es)
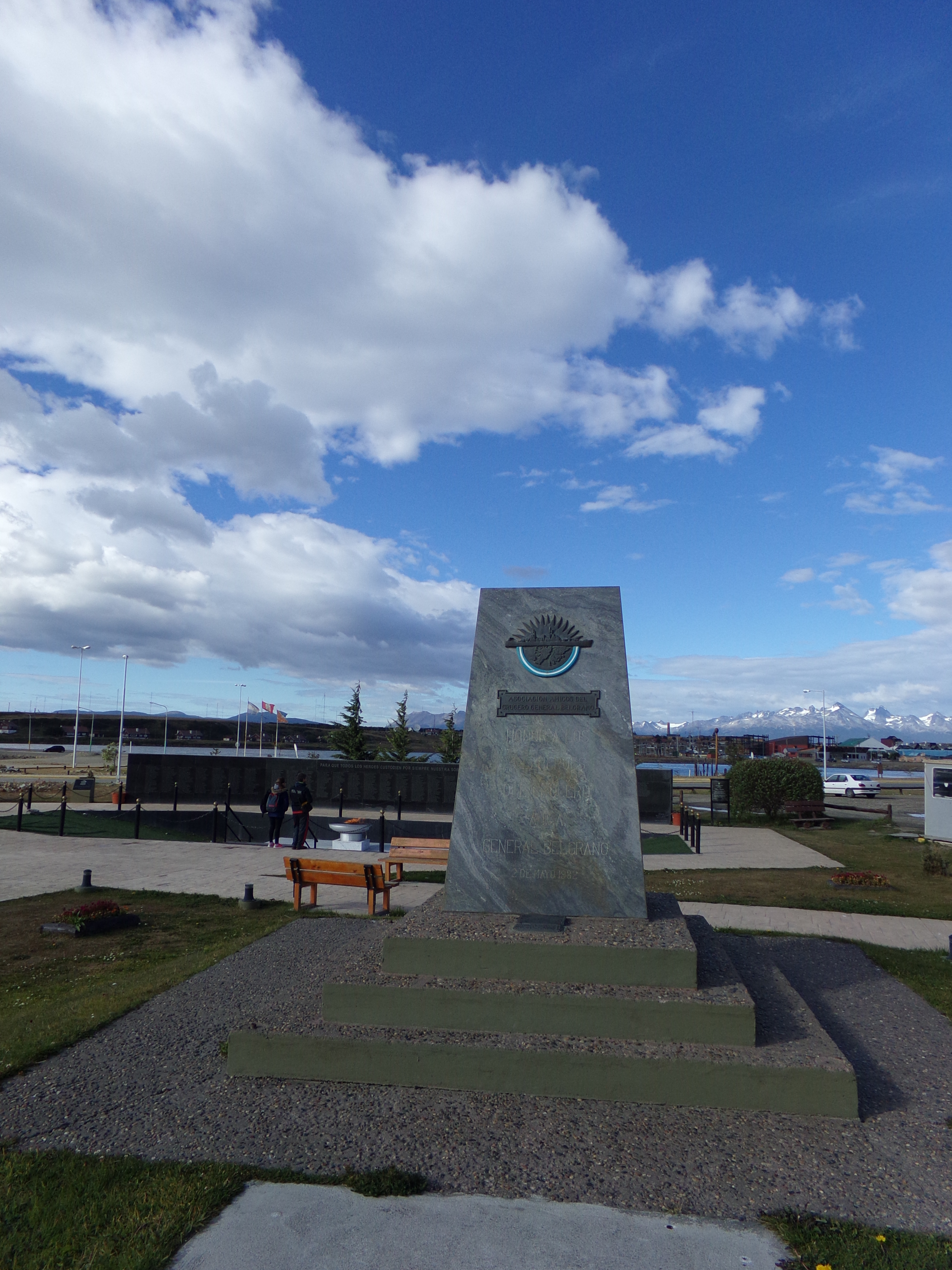
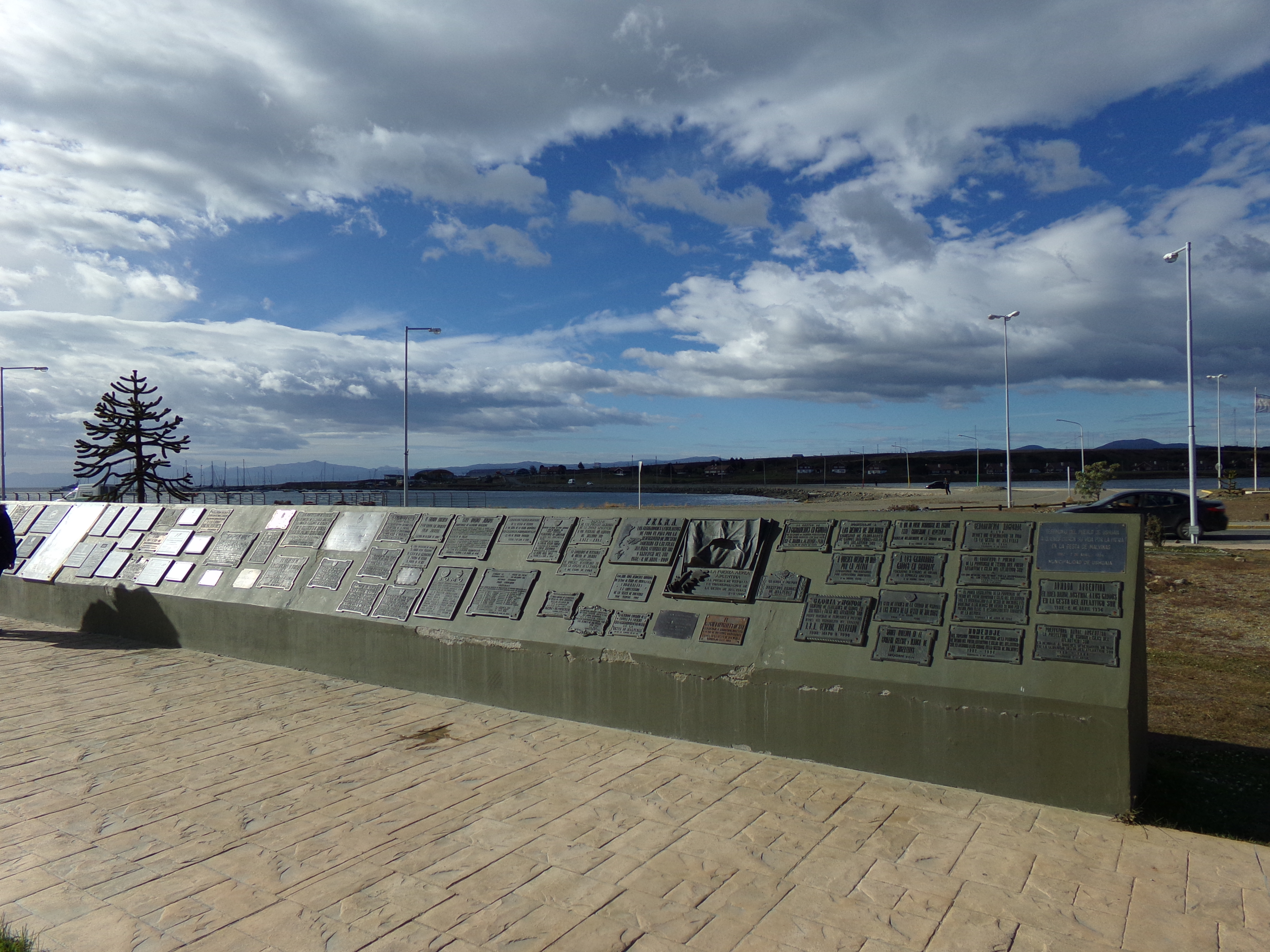
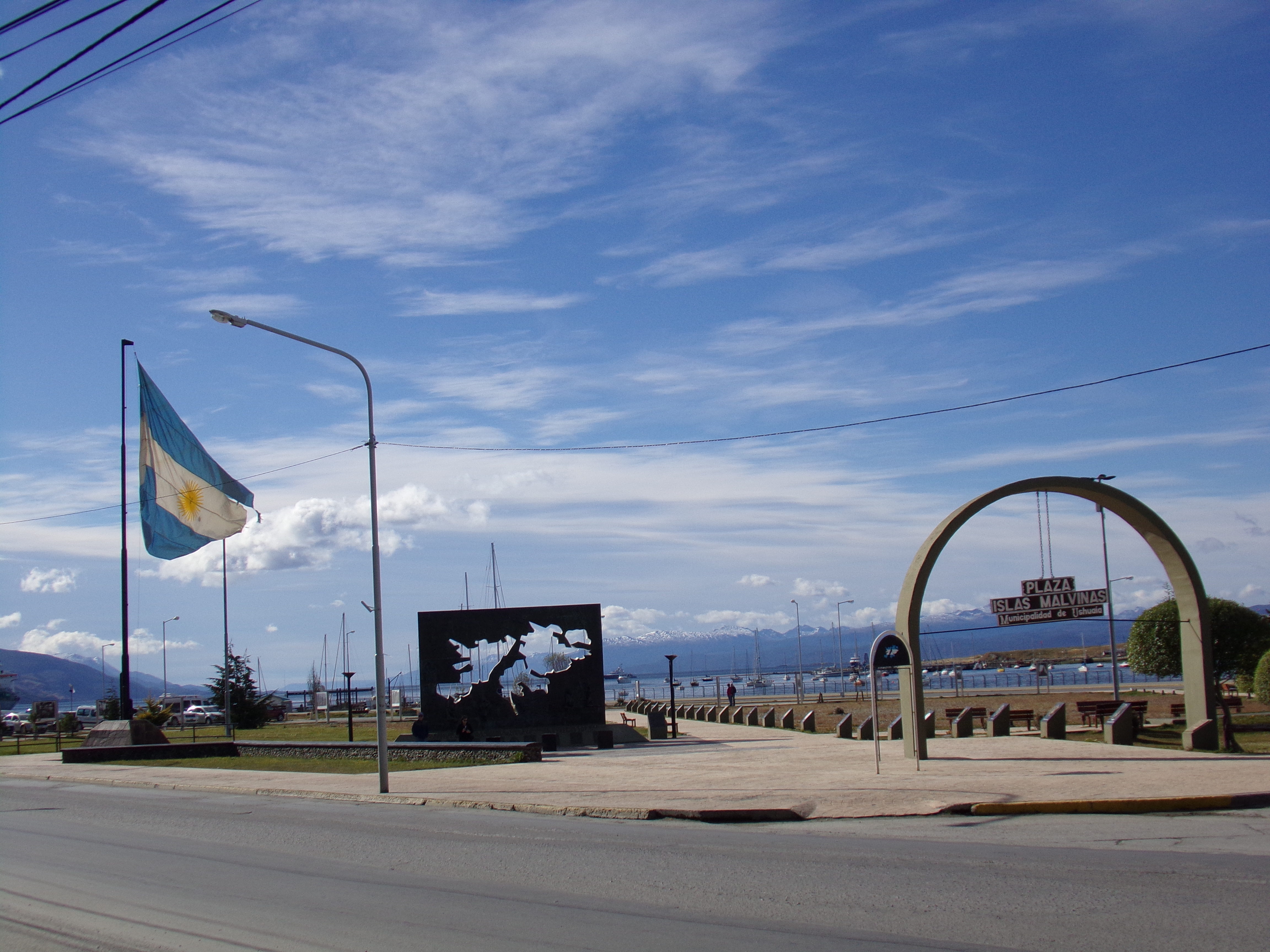
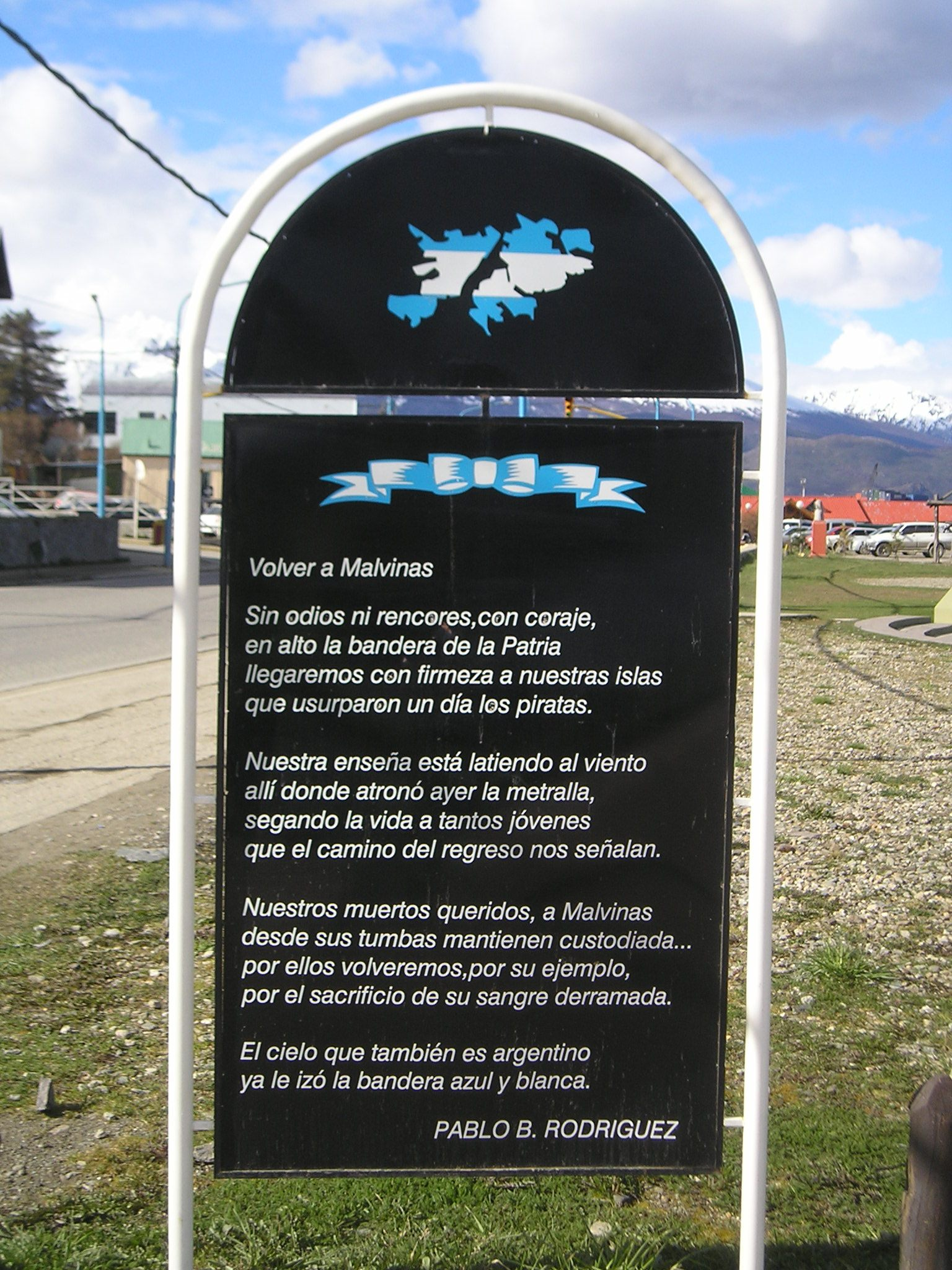
Poème